# Overveen
Overveen est un village situé dans la commune néerlandaise de Bloemendaal, en province de Hollande-Septentrionale. Lors du recensement de 2007, il compte 4 040 habitants. Le village est desservi par une gare ferroviaire sur la ligne de Haarlem à Zandvoort aan Zee et fait partie des localités couvrant le parc national Zuid-Kennemerland.

## Galerie

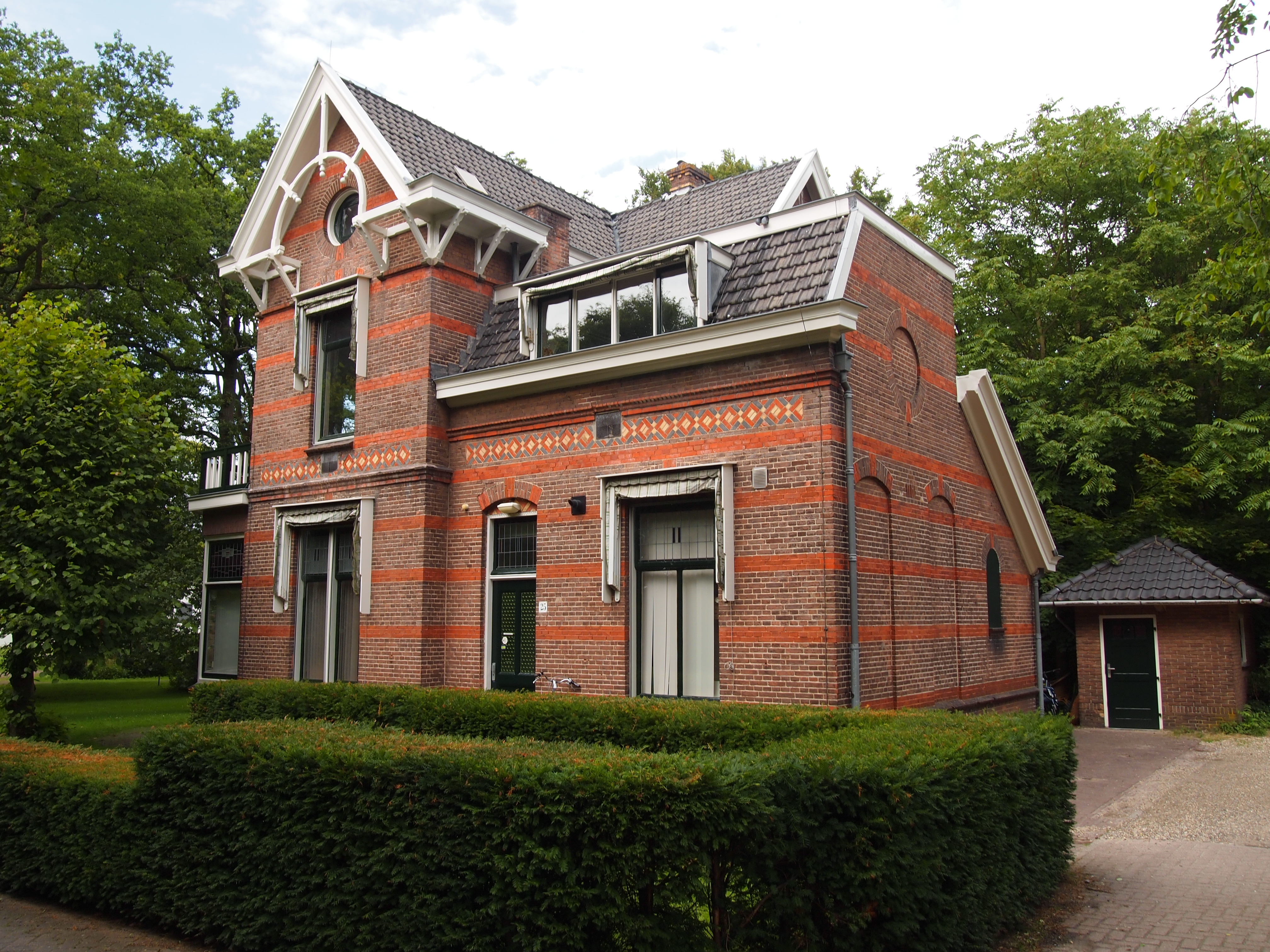
Maison classée au titre de monument national.
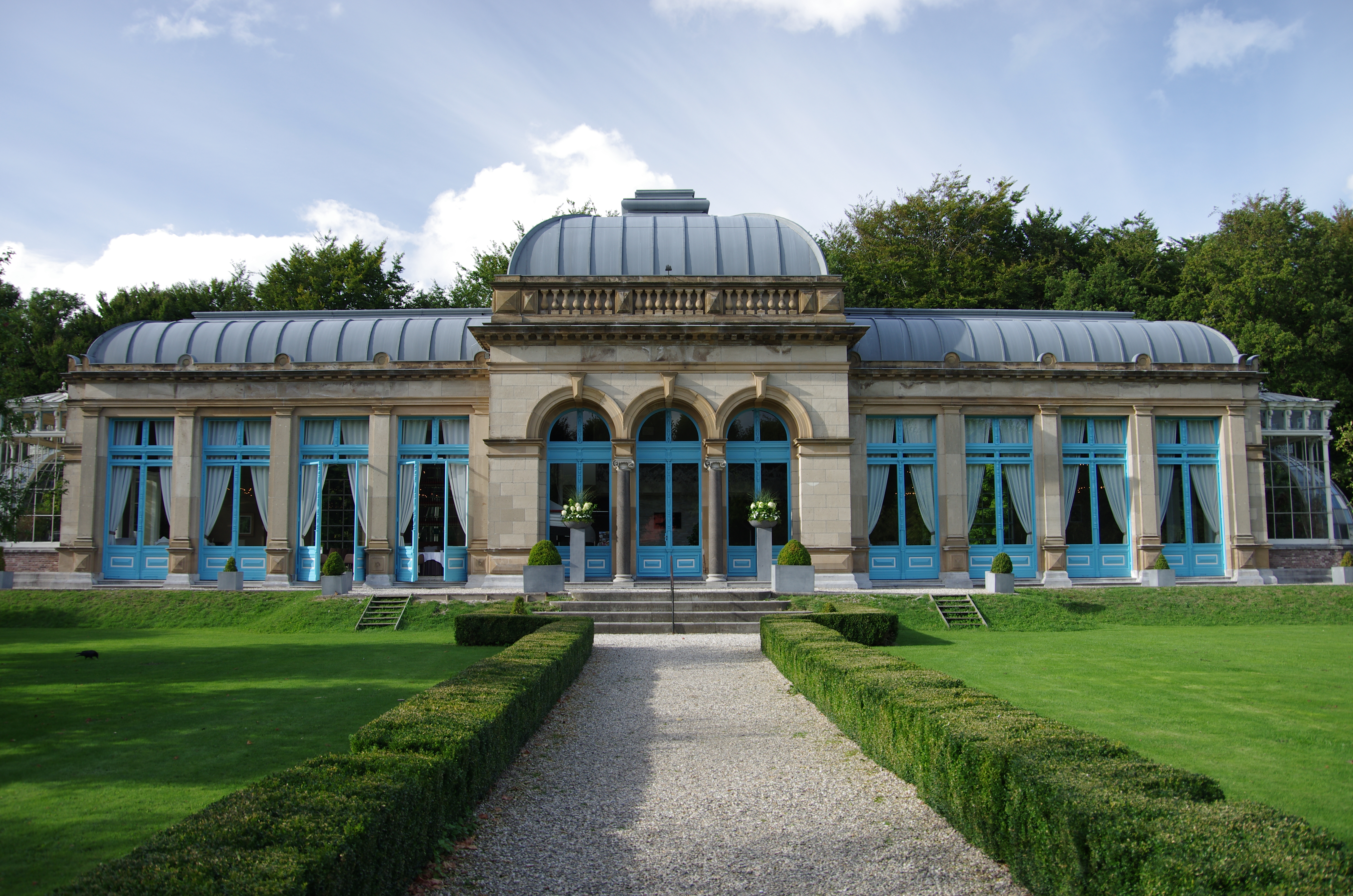
Orangerie d'Elswout.
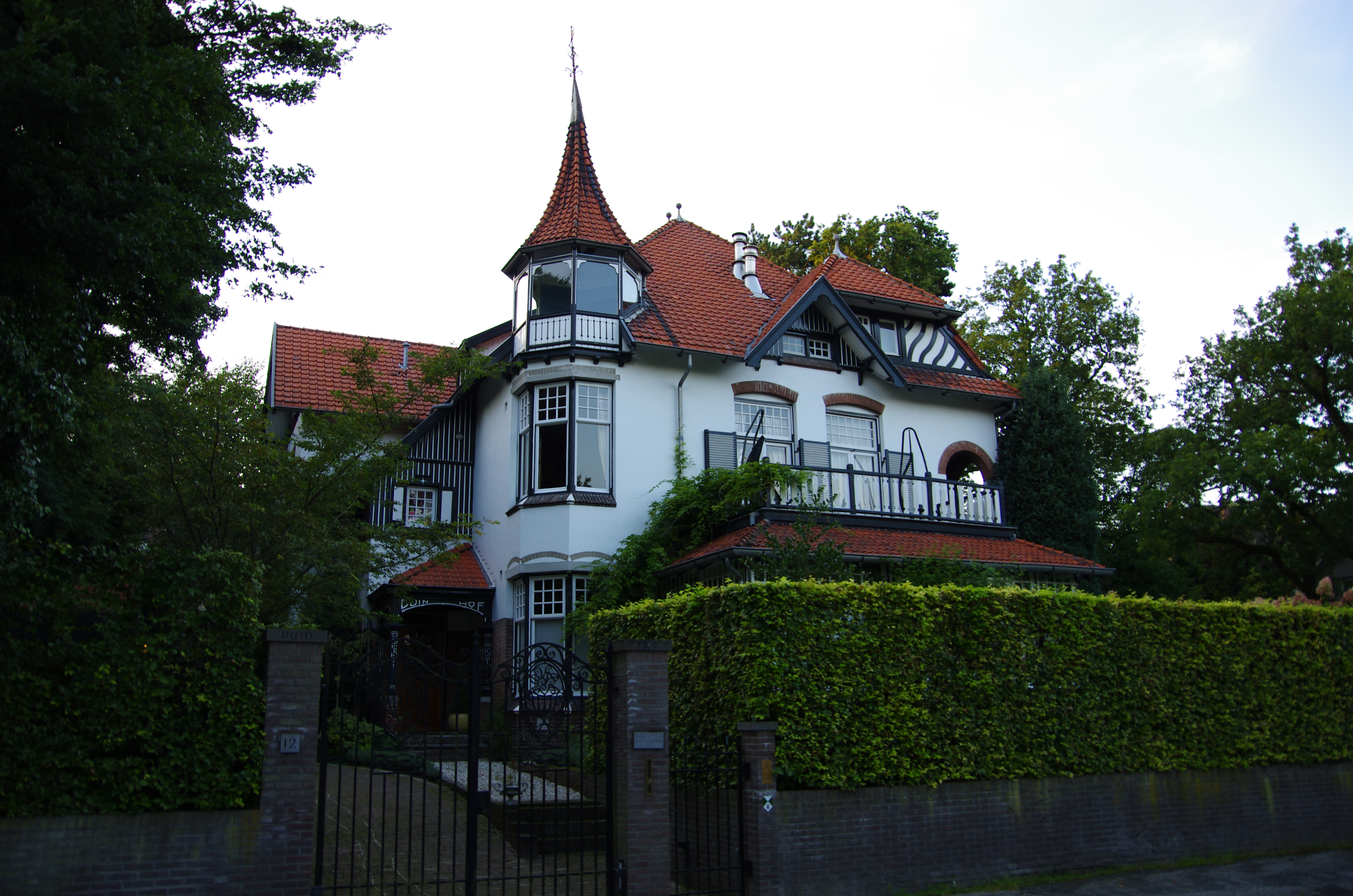
Villa Duinhof.
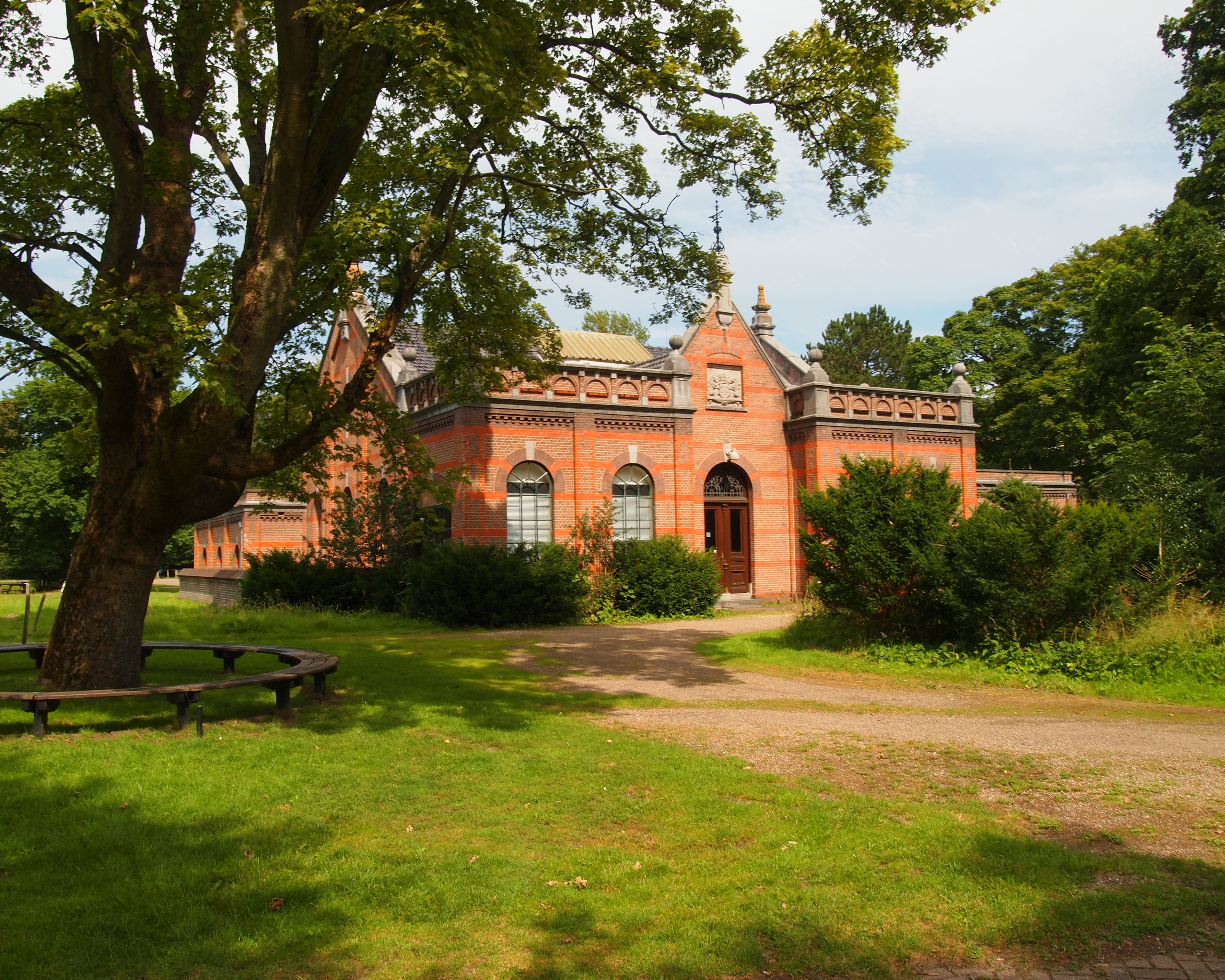
Propriété classée au titre de monument national.

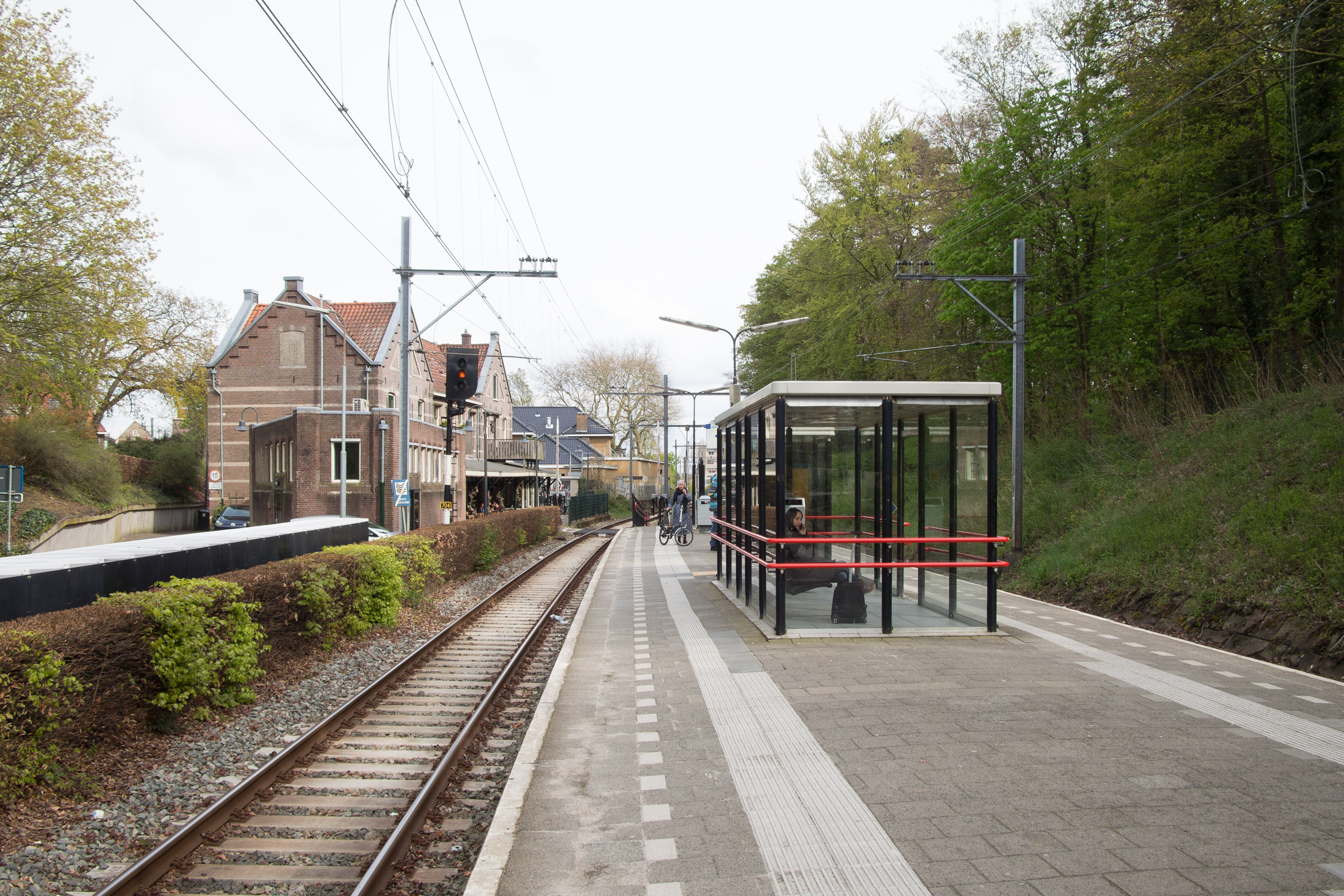
Gare d'Overveen.
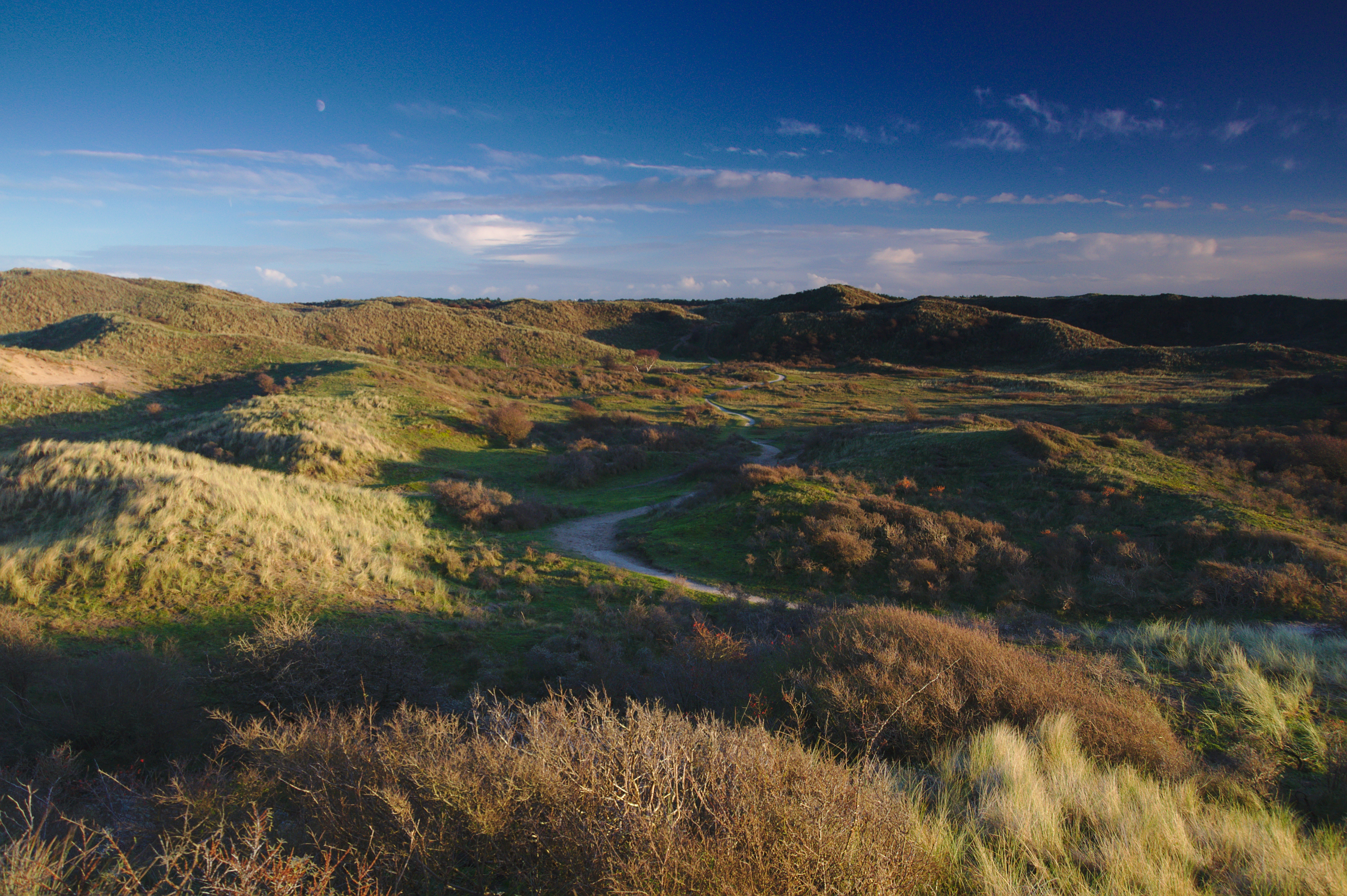
Parc national Zuid-Kennemerland.
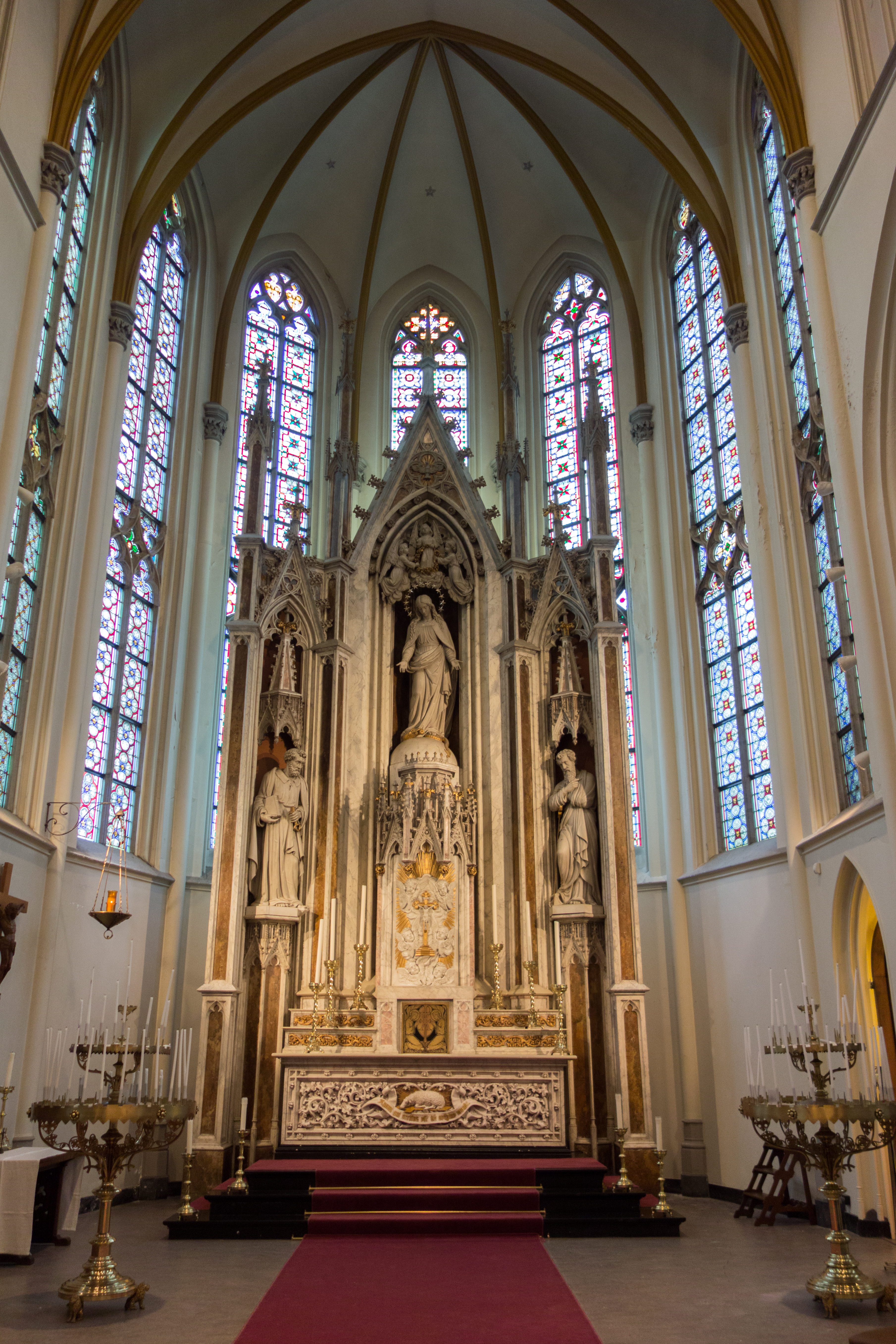
Intérieur de l'église d'Overveen.
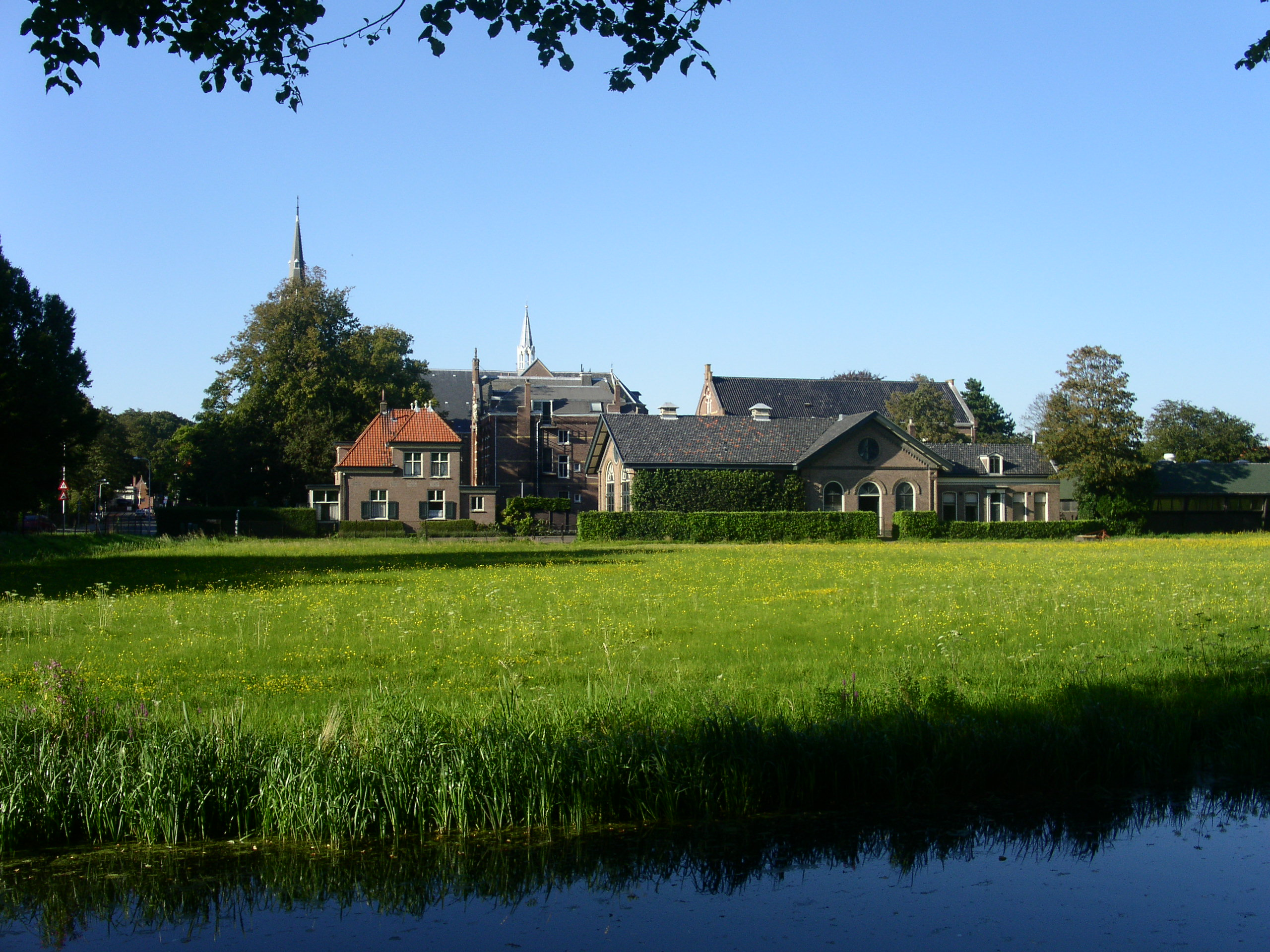
Vue du village.

## Personnalité liée à la commune
- Germ de Jong (1886-1967), peintre, y est mort.
- Johannes Post (1906-1944), résistant, y est mort.